# Châtel-Guyon
Pour les articles homonymes, voir Chatel et Guyon.
Châtel-Guyon (/ʃatɛl ɡɥijɔ̃/) est une commune française, située dans le département du Puy-de-Dôme en région d'Auvergne-Rhône-Alpes.
Elle est une station thermale qui fait partie de l'unité urbaine de Riom et d'une manière plus large de l'aire d'attraction de Clermont-Ferrand.
Les habitants sont appelés les Châtel-Guyonnais mais sont très souvent appelés les Brayauds pour des raisons historiques et géographiques.
L'orthographe actuelle du nom, d'usage ancien, n'est officielle que depuis juin 2008. Auparavant, l'orthographe retenue par l'Institut national de la statistique et des études économiques (Insee) et le Code officiel géographique était Châtelguyon.

## Géographie

### Localisation
Châtel-Guyon se trouve à 20 km au nord de Clermont-Ferrand, à 7 km au nord-ouest de Riom, et à 32 km du puy de Dôme.
La commune est composée des villages de Châtel-Guyon, le Bournet, Saint-Hippolyte, Rochepradière et les Grosliers. Le hameau du Bournet, autrefois sur la commune de Loubeyrat, est celui le plus élevé, à une altitude de 670 mètres.

### Communes limitrophes
Sept communes sont limitrophes de Châtel-Guyon.
Les communes limitrophes sont Prompsat, Charbonnières-les-Varennes, Enval, Loubeyrat, Riom, Saint-Bonnet-près-Riom et Yssac-la-Tourette.
|                            | Prompsat     | Yssac-la-Tourette      |
| Loubeyrat                  | Châtel-Guyon | Saint-Bonnet-près-Riom |
| Charbonnières-les-Varennes | Enval        | Riom                   |

### Géologie et relief
Châtel-Guyon se situe en zone de sismicité 3 (sismicité modérée).

### Voies de communication et transports

#### Voies routières
Châtel-Guyon est accessible par les autoroutes A71 (échangeur 13 de Riom) et A89 (échangeur 27 de Manzat). Le territoire communal est également traversé par les routes départementales 985 (depuis Saint-Bonnet-près-Riom), 985b, 227 (Manzat – Riom), 15 (Beauregard-Vendon – Volvic), 78 (Loubeyrat), 78a, 78b (Les Grosliers, hameau au nord de la commune), 411 (Prompsat) et 455 (hameau de Rochepradière).

#### Transports en commun
La commune est desservie par la ligne P73 du réseau Cars Région Puy-de-Dôme, reliant Châtel-Guyon à Clermont-Ferrand via Riom.
Depuis le 3 septembre 2018, deux lignes du réseau RLV Mobilités desservent la commune :
- ligne 3 : Châtel-Guyon – Piscine Riom – Gare SNCF Riom – Ennezat ;
- ligne 4 : Gare SNCF Riom – Saint-Bonnet-près-Riom – Châtel-Guyon.

### Climat
Pour des articles plus généraux, voir Climat d'Auvergne-Rhône-Alpes et Climat du Puy-de-Dôme.
En 2010, le climat de la commune est de type climat océanique dégradé des plaines du Centre et du Nord, selon une étude du Centre national de la recherche scientifique s'appuyant sur une série de données couvrant la période 1971-2000. En 2020, Météo-France publie une typologie des climats de la France métropolitaine dans laquelle la commune est exposée à un climat de montagne ou de marges de montagne et est dans la région climatique  Nord-est du Massif Central, caractérisée par une pluviométrie annuelle de 800 à 1 200 mm, bien répartie dans l’année. 
Pour la période 1971-2000, la température annuelle moyenne est de 10,7 °C, avec une amplitude thermique annuelle de 16,1 °C. Le cumul annuel moyen de précipitations est de 797 mm, avec 10,2 jours de précipitations en janvier et 7,1 jours en juillet. Pour la période 1991-2020, la température moyenne annuelle observée sur la station météorologique de Météo-France la plus proche, « Sayat_sapc », sur la commune de Sayat à 11 km à vol d'oiseau, est de 11,2 °C et le cumul annuel moyen de précipitations est de 776,1 mm,. Pour l'avenir, les paramètres climatiques de la commune estimés pour 2050 selon différents scénarios d'émission de gaz à effet de serre sont consultables sur un site dédié publié par Météo-France en novembre 2022.

## Urbanisme

### Typologie
Au 1er janvier 2024, Châtel-Guyon est catégorisée ceinture urbaine, selon la nouvelle grille communale de densité à sept niveaux définie par l'Insee en 2022.
Elle appartient à l'unité urbaine de Riom, une agglomération intra-départementale regroupant six  communes, dont elle est une commune de la banlieue,,. Par ailleurs la commune fait partie de l'aire d'attraction de Clermont-Ferrand, dont elle est une commune de la couronne,. Cette aire, qui regroupe 209 communes, est catégorisée dans les aires de 200 000 à moins de 700 000 habitants,.

### Occupation des sols
L'occupation des sols de la commune, telle qu'elle ressort de la base de données européenne d’occupation biophysique des sols Corine Land Cover (CLC), est marquée par l'importance des forêts et milieux semi-naturels (38,2 % en 2018), une proportion sensiblement équivalente à celle de 1990 (38,3 %). La répartition détaillée en 2018 est la suivante : 
forêts (38,2 %), zones urbanisées (26,8 %), zones agricoles hétérogènes (24,2 %), terres arables (7,4 %), prairies (3,4 %). L'évolution de l’occupation des sols de la commune et de ses infrastructures peut être observée sur les différentes représentations cartographiques du territoire : la carte de Cassini (XVIIIe siècle), la carte d'état-major (1820-1866) et les cartes ou photos aériennes de l'IGN pour la période actuelle (1950 à aujourd'hui).

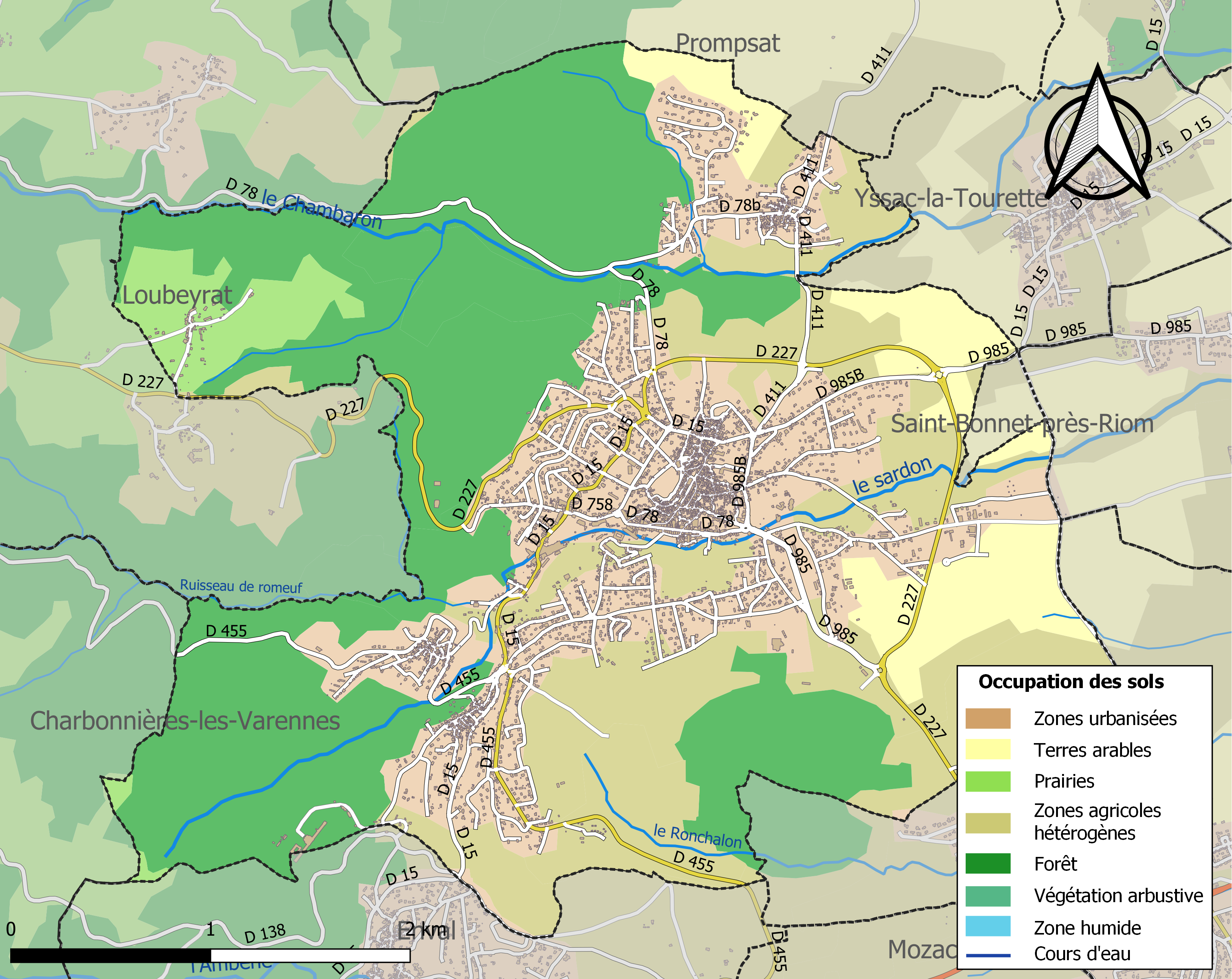
Carte des infrastructures et de l'occupation des sols de la commune en 2018 (CLC).

## Toponymie
Le nom de Châtel-Guyon vient de Castellum Guidonis, le « Château de Guy ».
En 1198, le nom du village était Castrum Guidonis, ensuite Châteauguion au XVe siècle, Chastelguion au XVIe siècle et Châtel-Guyon au XIXe siècle.
Les habitants de Châtel-Guyon (étymologiquement, le château de Guido / Guy II d'Auvergne) s'appellent les Brayauds, du nom du pays Brayaud qui s'étend autour de la ville. Les paysans d'alentour ont très longtemps porté des braies, sorte de pantalons étroits (les « braias » en auvergnat), comme leurs ancêtres les arvernes.
Son nom provient du comte Guy II d'Auvergne (Guido d'Alvernha en ancien occitan) qui y fait construire à la fin du XIIe siècle un château important et qui va donner son nom à la ville.
Le nom auvergnat de la ville - lui-même à l'origine de celui français - est Chastèl Guion en graphie classique (dès le Moyen Âge) et plus récemment Chatê-Guion en écriture auvergnate unifiée.

## Histoire

### Le château de Guy II

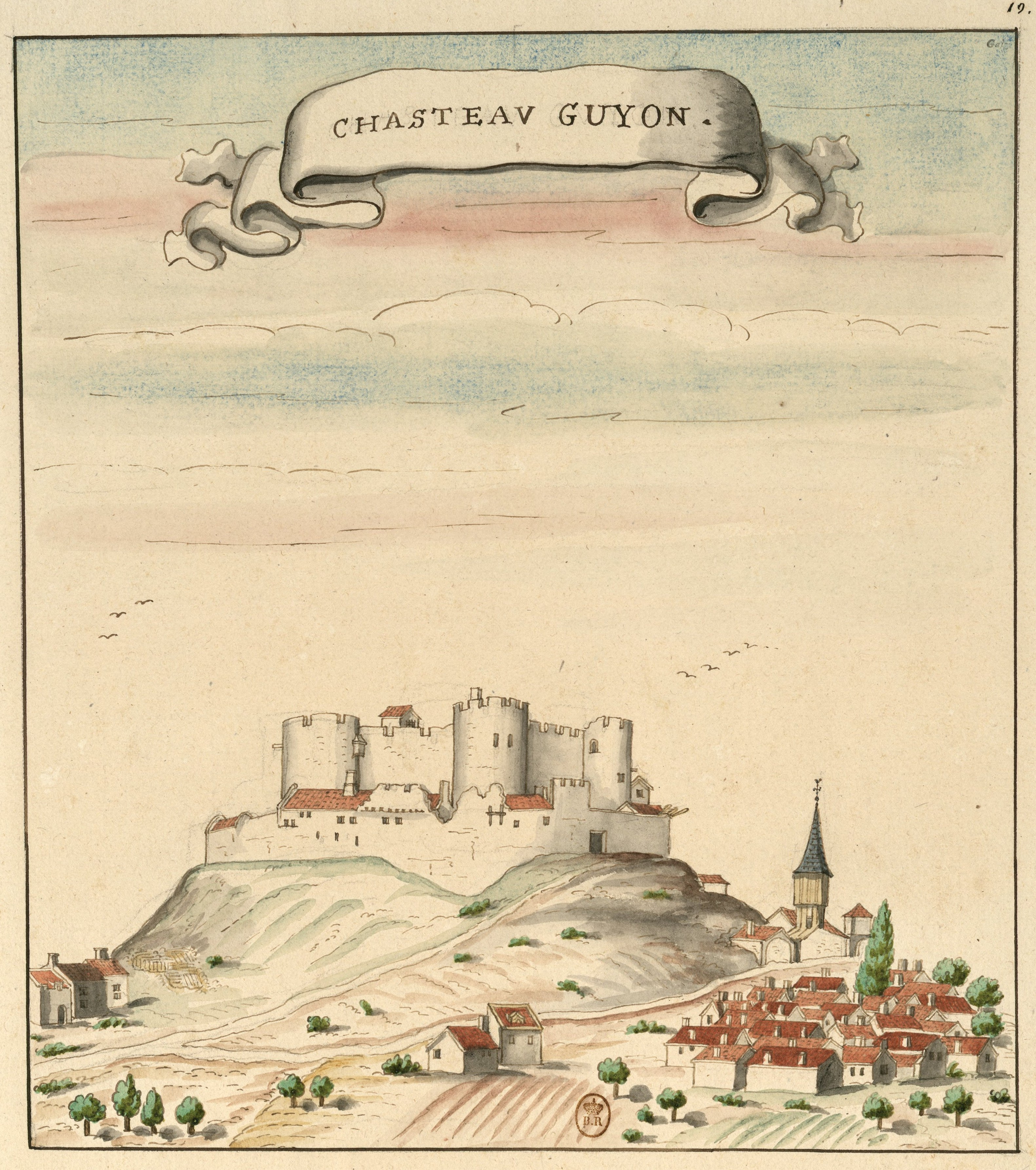
Château et village de Châtel-Guyon vers 1450 (dessin inspiré de lArmorial d'Auvergne de Guillaume Revel).

Guy II d'Auvergne, comte d'Auvergne de 1194 à 1222, fait construire un bastion en 1185, actuelle colline du calvaire, pour protéger Riom. Le château, aujourd'hui disparu, se composait d'une enceinte carrée, flanquée de trois tours circulaires, comme le montre le dessin de Guillaume Revel dans l'Armorial d'Auvergne vers 1450.
Avec son frère Robert, évêque de Clermont, Guy II se dispute beaucoup. Le roi de France Philippe-Auguste lui confisque donc son domaine, qui est transmis, à l'occasion de règlement de la succession de Géraud de Maulmont aux héritiers de la famille de Maulmont.

### Le prieuré de Saint-Coust de Châtel-Guyon

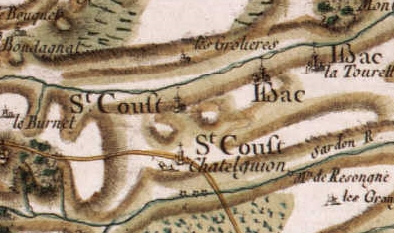
Le prieuré de Saint-Coust et le village de « Saint-Coust Chatelguion » sur la carte de Cassini (vers 1777).

Au sud du village des Grosliers (territoire communal de Châtel-Guyon), sur le chemin dit du prieuré, subsistent quelques ruines du prieuré de Saint-Coust qui aurait été fondé par l'abbaye de Mozac sous le pape Adrien IV (1154-1159) qui précisa dans une bulle non datée les possessions de Mozac. Dans une autre bulle de 1165, le pape Alexandre III confirme les dépendances de l'abbaye de Mozac dont Saint-Coust.
Cette église est appelée Ecclesiam de Sana-Cultura qui a donné par déformation « Saint-Coust » en français. L'expression latine sana cultura peut signifier « saine et bonne culture » grâce aux activités agricoles du lieu, ou bien « culte sage ».
Les bâtiments de l'église et du prieuré semblent désaffectés dès la fin du XVIIe siècle. En 1721, l'évêque interdit l'utilisation de l'édifice et du cimetière tant que des réparations ne sont pas entreprises. En 1792, le directoire du district de Riom décide la suppression de la cure de Saint-Coust et sa mise en vente, sans opposition de la première municipalité qui n'hésite pas à se débarrasser d'une charge trop importante. Les officiers municipaux affirment que l'église n'a jamais été rendue au culte depuis son interdiction en 1721 et que l'abbé de Mozac l'a toujours très mal entretenue. Les bâtiments ont longtemps été abandonnés ; les vestiges ont été restaurés et inaugurés par la commune en juin 2011. Le site a simultanément rejoint la Fédération européenne des sites clunisiens en en devenant le 150e membre.
Emplacement du prieuré détruit : 45° 55′ 42″ N, 3° 04′ 05″ E.

### Une ville thermale construiteex nihilo
La construction de la ville de Châtel-Guyon diffère de celle des autres stations thermales. Elle n'a pas été bâtie autour des sources au temps des Gallo-Romains, comme les autres villes d'eaux auvergnates, mais autour du calvaire où les paysans cherchèrent protection. La vie paysanne s'organisa principalement autour de la vigne.

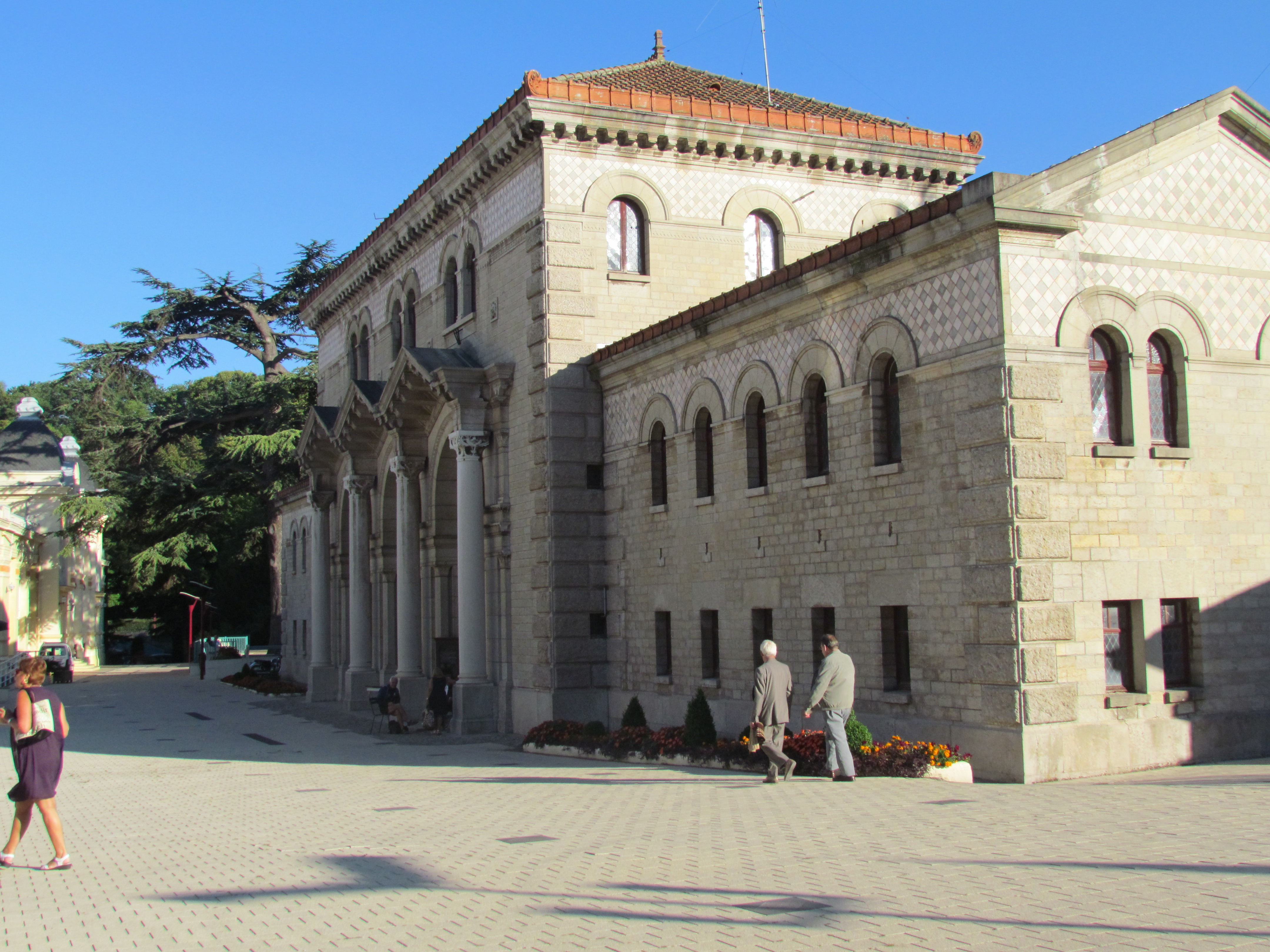
Les Grands Thermes.

À la découverte de la propriété des eaux de Châtel-Guyon, un quartier thermal somptueux vit le jour. La ville est située en bordure de l'une des plaines les plus fertiles de France : la Limagne. D'une altitude de 409 mètres, elle s'allonge au bord de la rivière du Sardon. Châtel-Guyon marque aussi l'entrée dans le parc naturel régional des Volcans d'Auvergne et dans le massif des Combrailles.
Le calvaire marque l'emplacement de l'ancienne forteresse du comte Guy II. À la suite de querelles qui opposèrent Guy II à son frère, le roi de France lui confisqua son domaine. Les guerres du temps endommagèrent la citadelle qui fut démantelée sur ordre de Riom en 1595. Châtel-Guyon doit son nom au comte d'Auvergne, Guy II, car la citadelle s'appelait alors Castrum Guidonis (château de Guy), puis Castel Guidonem et enfin « Châtel-Guyon ».
L'église Sainte-Anne fut édifiée en 1845 et rénovée en 1956. Cette église est remarquable pour ses 900 m2 de fresques d'inspiration byzantine. Nicolas Grescny mit 60 jours pour achever cette œuvre. Les verrières sont l’œuvre d'un artiste suisse, Yoki de Fribourg et sont réalisées en dalle de cristal de Baccarat de 15 mm d'épaisseur dans du ciment armé.

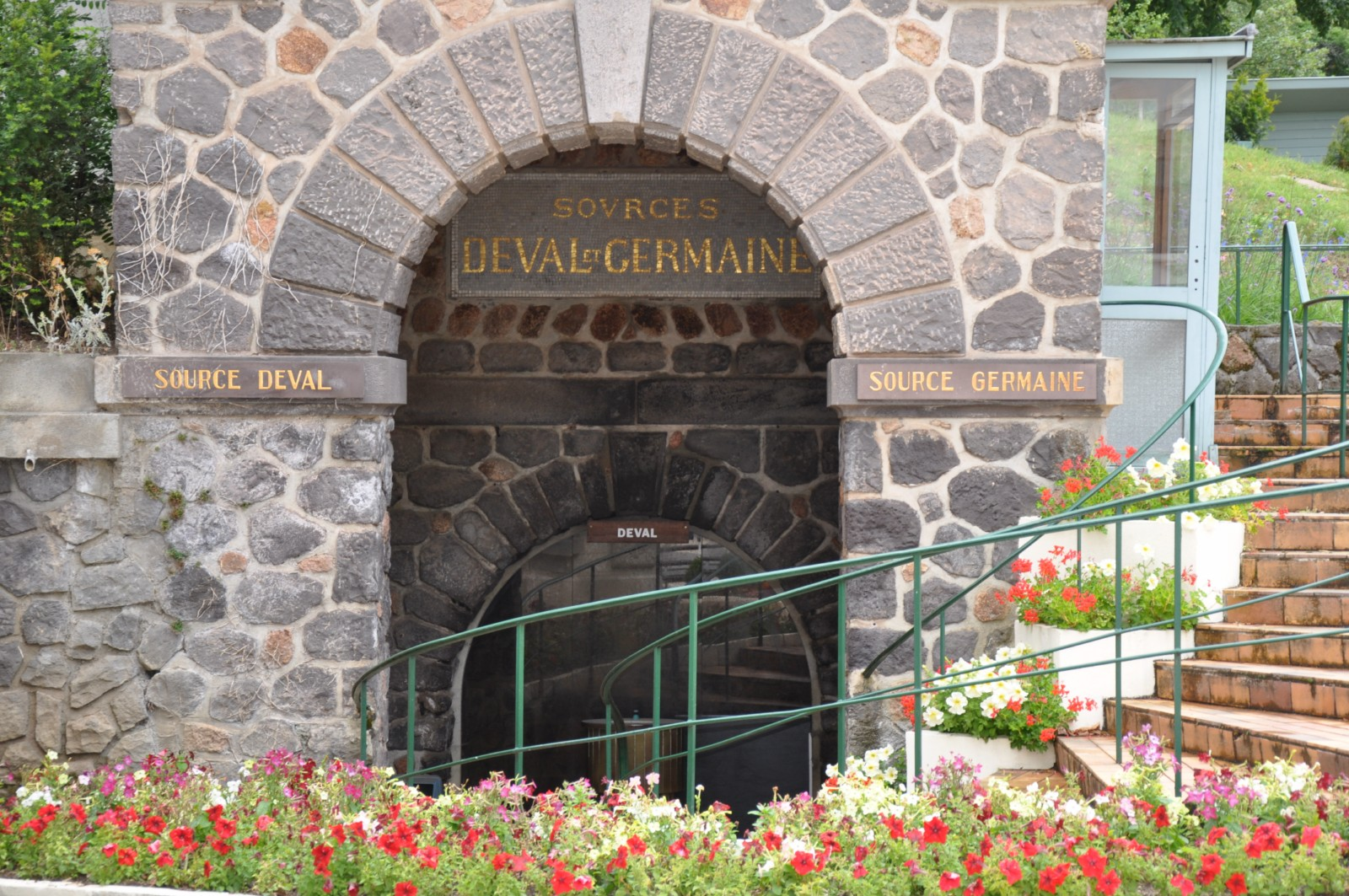
Sources Deval et Germaine.

Comme la plupart des stations thermales de France, Châtel-Guyon se dote d'un casino inauguré en 1901 et agrandi en 1909-1910. Inscrit depuis 2003 aux Monuments historiques, il a été revu et corrigé par le célèbre Édouard-Jean Niermans, architecte du Moulin Rouge, du Casino de Paris et du Negresco à Nice. À la fin du XVIIe siècle, les sources jaillissent déjà avec un bruit particulier qui leur vaut le nom de Gargouilloux. C'est en 1671 que le chimiste Duclos réalise les premières analyses. En 1817, la municipalité décide de construire un établissement de bains. Ne pouvant rénover cet établissement, la municipalité organise une concession des sources aux frères Brosson, hommes d'affaires réputés. En 1906, un nouvel établissement remplace l'ancien établissement Brosson : les Grands Thermes. Les Grands Thermes s'inspirent de l'Art roman auvergnat. L'établissement se compose de  quatre corps de bâtiment : le hall d'entrée et deux ailes consacrées aux bains, regroupés autour d'un atrium. Le hall a une superficie de 200 m2 et une hauteur de 9 mètres se terminant par une voûte en stuc aux caissons ornés de rosaces avec deux escaliers aux courbes gracieuses. Le sol est couvert de mosaïques et de carreaux de grès. Les murs portent des carreaux de faïence polychrome et des frises en émaux or, vert et bleu.
Au temps des Années folles, des sultans, des rois arabes, des notables d'Afrique ou encore des maharadjahs des Indes fréquentent la station. En 1886, Guy de Maupassant séjourna à Châtel-Guyon, lieu où il situa son roman Mont Oriol. Le parc thermal abrite les différentes sources répondant au nom de Marguerite, Germaine, Yvonne, Louise. Les eaux de Châtel-Guyon sont uniques en Europe pour leur teneur en magnésium. La station est spécialisée dans les soins de l'appareil digestif et urinaire, et des maladies métaboliques.
Depuis novembre 2008, la station est agréée pour le suivi des cures en rhumatologie.
En 2020 est construit un nouveau et important complexe thermal parallèle au premier. Nommé Aïga, ce nom lui vient du même mot occitan qui signifie « eau »

### Agrandissement de la commune en 1973 et 2007

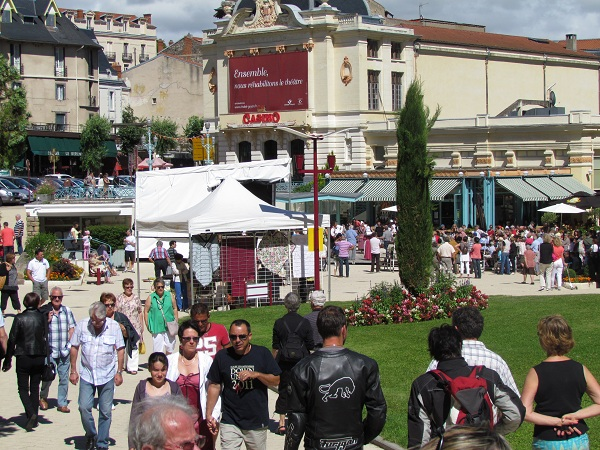
Parc thermal.

Les communes de Châtel-Guyon et de Saint-Hippolyte ont fusionné en deux temps : en 1973, par fusion avec maintien de Saint-Hippolyte comme commune associée conservant un maire délégué, puis en juin 2007, par transformation en fusion simple des deux communes. C'est à l'occasion de cette dernière fusion que la municipalité a demandé la modification de l'orthographe en « Châtel-Guyon » (qui était déjà d'usage localement) à la place de Châtelguyon ; dans un premier temps, malgré l'avis favorable du Conseil général du Puy-de-Dôme, le ministère de l'Intérieur refuse. La cour administrative d'appel de Lyon, par décision du 19 juillet 2007, enjoint au ministre de l'intérieur de réexaminer la demande de changement de nom présentée par la commune. Finalement, un décret en date du 27 juin 2008 accorde la nouvelle dénomination.

## Politique et administration

### Tendances politiques et résultats
Aux élections municipales de 2014, le maire sortant, Frédéric Bonnichon, a remporté l'élection avec 76,13 % des suffrages exprimés et 26 sièges au conseil municipal, dont neuf au conseil communautaire de la communauté de communes. Il bat François Cheville, qui acquiert les trois sièges restants, plus un au conseil communautaire. Le taux de participation s'élève à 68,12 %. Il est réélu en 2020 au premier tour.

### Liste des maires
| Période                                  | Période                   | Identité           | Étiquette | Qualité |
| ---------------------------------------- | ------------------------- | ------------------ | --------- | --- |
| Les données manquantes sont à compléter. |                           |                    |           | |
| octobre 1947                             | mars 1971                 | Maurice Ravel      |           | |
| mars 1971                                | mars 1977                 | Jean Fayolle       |           | Médecin généraliste |
| mars 1977                                | janvier 1986              | Pierre Ravel       |           | Médecin généraliste |
| janvier 1986                             | mars 1989                 | Jean-Paul Perpère  |           | |
| mars 1989                                | mars 2008                 | Marc Gualino       | DVD       | Médecin généraliste |
| mars 2008                                | En cours (au 31 mai 2020) | Frédéric Bonnichon | UMP → LR  | Chef d'entreprise Conseiller régional d'Auvergne (2010-2015) Conseiller régional d'Auvergne-Rhône-Alpes (depuis 2015) 12e vice-président du conseil régional d'Auvergne-Rhône-Alpes délégué à l'environnement et à l'écologie positive (depuis 2021), Président de la CC Volvic Sources et Volcans (avant 2017) Président de la CC puis CA Riom Limagne et Volcans (depuis 2017) |

### Politique environnementale
Châtel-Guyon est une ville fleurie, avec trois fleurs, qui s'allonge au bord de la rivière du Sardon.

### Jumelages
Châtel-Guyon est jumelée avec Montmagny (Québec).

## Population et société

### Démographie
Au recensement de 1968, le dernier avant la fusion de Saint-Hippolyte avec Châtel-Guyon en 1973, la commune de Saint-Hippolyte comptait 670 habitants. Ainsi, le recensement suivant de la commune de Châtel-Guyon en 1975 comprend aussi celui de l'ex-commune de Saint-Hippolyte ; Châtel-Guyon passe de 2 982 à 3 530 habitants, soit un gain de 548 habitants.
Avec 6 133 habitants en 2006, Châtel-Guyon est la quinzième commune la plus peuplée du département du Puy-de-Dôme. Parmi les communes de plus de 5 000 habitants, elle a enregistré le plus fort taux de progression démographique entre les recensements de 1999 et de 2006 : + 2,3 %.
L'évolution du nombre d'habitants est connue à travers les recensements de la population effectués dans la commune depuis 1793. Pour les communes de moins de 10 000 habitants, une enquête de recensement portant sur toute la population est réalisée tous les cinq ans, les populations de référence des années intermédiaires étant quant à elles estimées par interpolation ou extrapolation. Pour la commune, le premier recensement exhaustif entrant dans le cadre du nouveau dispositif a été réalisé en 2005.

En 2022, la commune comptait 6 294 habitants, en évolution de +2,26 % par rapport à 2016 (Puy-de-Dôme : +2,1 %, France hors Mayotte : +2,11 %).
| 1793  | 1800  | 1806  | 1821  | 1831  | 1836  | 1841  | 1846  | 1851  |
| ----- | ----- | ----- | ----- | ----- | ----- | ----- | ----- | ----- |
| 1 382 | 1 450 | 1 575 | 1 528 | 1 718 | 1 868 | 1 775 | 1 793 | 1 788 |

| 1856  | 1861  | 1866  | 1872  | 1876  | 1881  | 1886  | 1891  | 1896  |
| ----- | ----- | ----- | ----- | ----- | ----- | ----- | ----- | ----- |
| 1 722 | 1 711 | 1 664 | 1 635 | 1 584 | 1 601 | 1 616 | 1 618 | 1 617 |

| 1901  | 1906  | 1911  | 1921  | 1926  | 1931  | 1936  | 1946  | 1954  |
| ----- | ----- | ----- | ----- | ----- | ----- | ----- | ----- | ----- |
| 1 741 | 1 989 | 2 188 | 1 866 | 2 524 | 2 893 | 2 620 | 3 053 | 2 755 |

| 1962  | 1968  | 1975  | 1982  | 1990  | 1999  | 2005  | 2006  | 2010  |
| ----- | ----- | ----- | ----- | ----- | ----- | ----- | ----- | ----- |
| 2 792 | 2 982 | 3 530 | 4 386 | 4 743 | 5 241 | 6 121 | 6 133 | 6 222 |

| 2015  | 2020  | 2022  | - | - | - | - | - | - |
| ----- | ----- | ----- | - | - | - | - | - | - |
| 6 194 | 6 283 | 6 294 | - | - | - | - | - | - |

### Enseignement
Châtel-Guyon dépend de l'académie de Clermont-Ferrand.
Dans l'enseignement public, les élèves commencent leur scolarité au groupe scolaire (école maternelle puis élémentaire) Pierre-Ravel. Le village de Saint-Hippolyte possède aussi une école.
Ils poursuivent leur scolarité au collège Champclaux, puis dans les lycées de Riom (Virlogeux pour les filières générales et « sciences et technologies du management et de la gestion » ou Pierre-Joël-Bonté pour la filière « sciences et technologies de l'industrie et du développement durable »).
La commune possède aussi une école élémentaire privée (Jeanne-d'Arc).

### Manifestations culturelles et festivités

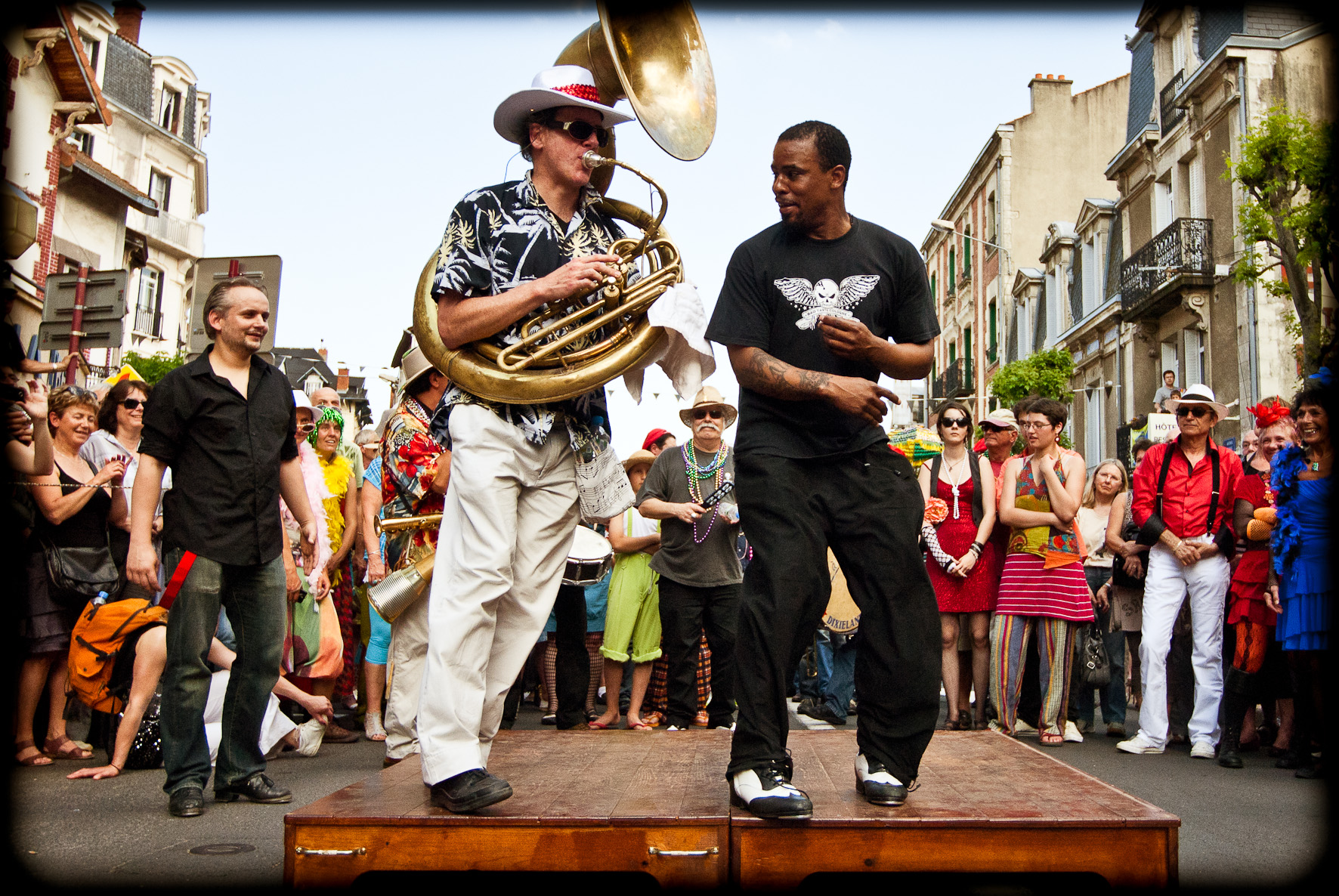
Le festival Jazz aux Sources.

Depuis 1999, le festival Jazz aux Sources fait revivre la tradition originelle du jazz à danser made in New Orleans à Châtel-Guyon. Chaque année pendant le week-end de la Pentecôte, des danseurs de be-bop, de lindy-hop et de claquettes viennent de toute la France pour participer aux stages et évoluer au rythme des improvisations des meilleurs groupes de jazz traditionnel. Au son du swing festif et sur les pas des danseurs, le public est entraîné dans les rues par la parade et sur les pistes de danse du parc thermal. À la tombée de la nuit, c'est dans les bars, les restaurants et à la salle des fêtes que le public et les danseurs se retrouvent pour continuer la fête jusqu'à l'aube.

### Santé
Les thermes

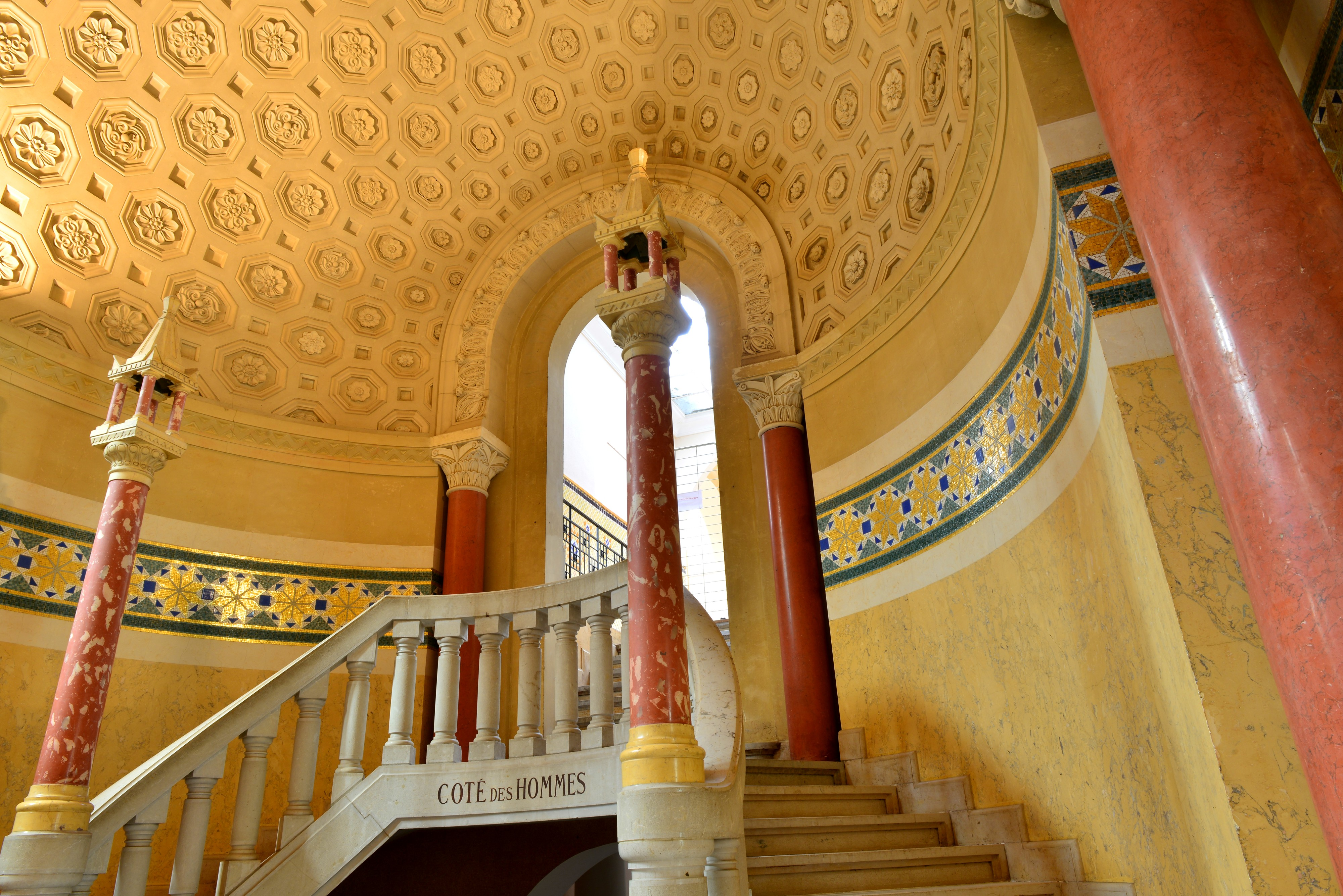
Les Grands Thermes.

À la fin du XVIIe siècle, les sources jaillissent avec un bruit particulier et sont appelées le « Gargouilloux ». La première source s'est épuisée en 1870.
En 1817, la ville décide de construire un établissement de bains. Vers 1855-1858, les sources sont exploitées par Camille Brosson qui construit un établissement thermal. En 1899, on construit un théâtre, les Grands Thermes et le Casino ; Châtel-Guyon devient une grande station thermale.
En 1886, Guy de Maupassant séjourna à Châtel-Guyon ; il évoquera plusieurs fois la station dans son œuvre littéraire.
Il y a douze sources thermales qui soignent surtout les maladies gastro-intestinales et les rhumatismes. Les eaux de Châtel-Guyon sont uniques en Europe pour leur teneur en magnésium. La station est spécialisée dans les soins de l'appareil digestif et urinaire et des maladies métaboliques. Leur température va de 18 °C à 37 °C.
Depuis novembre 2008, la station est agréée pour le suivi des cures en rhumatologie.

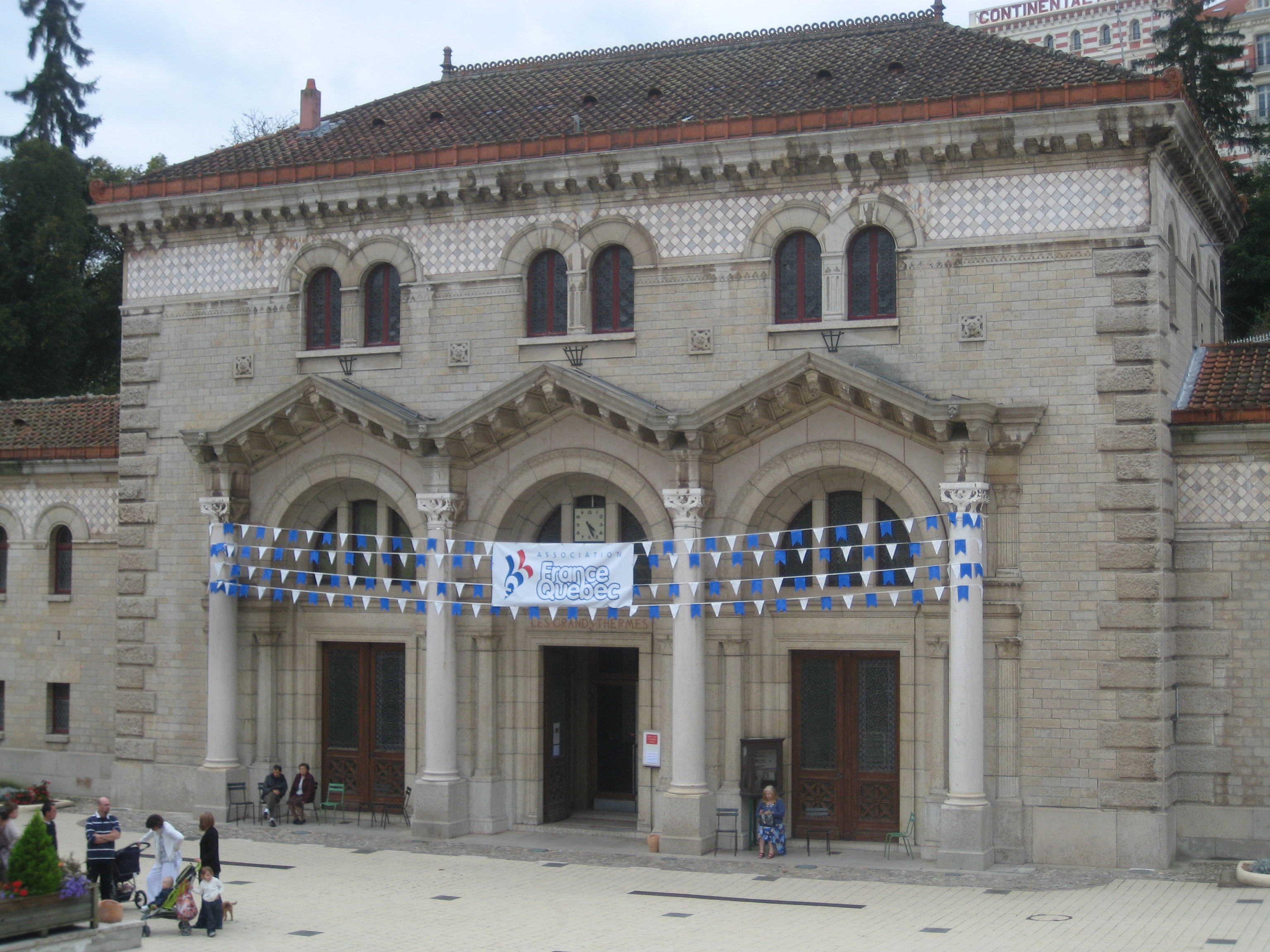
Thermes de Châtel-Guyon.

Les Thermes de Châtel-Guyon sont spécialisés dans le traitement des maladies de l'appareil digestif et urinaire et des affections rhumatismales. Station du mieux-être et de l'anti-stress, Châtel-Guyon tire son originalité de ses eaux à très haute teneur en magnésium, uniques en Europe.
Les eaux des cinq sources qui jaillissent à Châtel-Guyon, au cœur du parc thermal, régulent la motricité du tube digestif et atténuent les spasmes. Elles ont une action cicatrisante sur la muqueuse intestinale, normalisent la flore intestinale, stimulent la sécrétion biliaire (effet cholérétique) et celle du pancréas et sont anti-toxiques et anti-allergiques. Leur richesse en magnésium explique leur action anti-douleur (en particulier dans les pathologies rhumatismales), anti-fatigue et anti-stress.

### Sports
Châtel-Guyon a été la ville d'arrivée de la 3e étape du Paris-Nice 2018 (le 6 mars) après avoir été ville départ d'une étape en 2013.
Elle est également la ville départ de la 13e étape du Tour de France 2020 (le 11 septembre), se terminant au puy Mary, dans le Cantal, et ville de passage de la 1re étape du Tour de France Femmes 2023, le 23 juillet 2023 ; et ville de passage de la 10e étape du Tour de France 2025 (Ennezat – Le Mont-Dore - Puy de Sancy) le 14 juillet 2025, avec un passage, depuis Riom, par l'avenue de l'Europe, la place Brosson et la rue Saint-Hubert (en direction de Loubeyrat).

## Culture locale et patrimoine

### Lieux et monuments
La gare

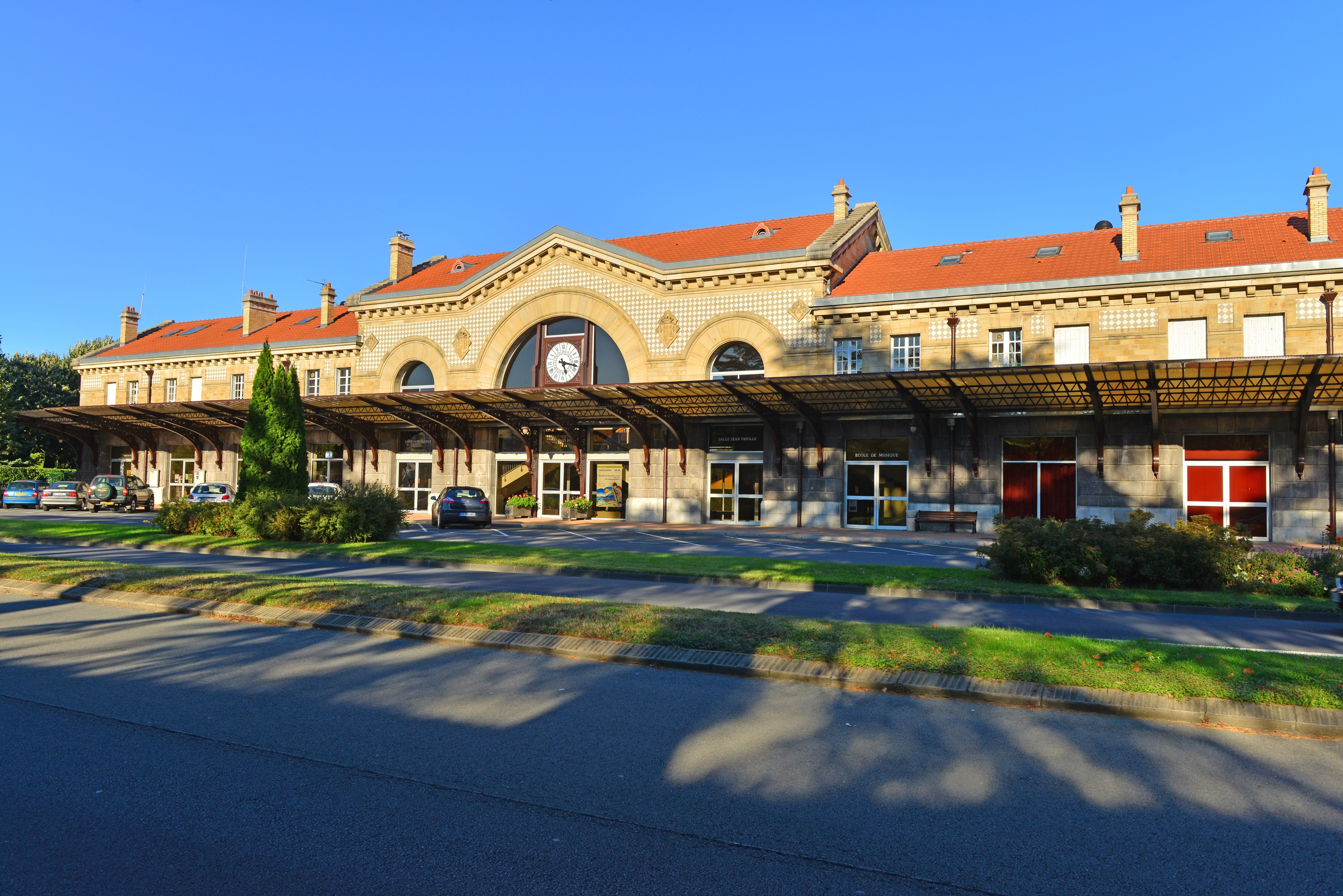
Centre culturel de la Mouniaude.

La gare de Châtel-Guyon constituait le terminus de la ligne ferroviaire Riom - Châtelguyon. Cette ligne, concédée à la PLM - Compagnie des chemins de fer de Paris à Lyon et à la Méditerranée - en 1907, fut ouverte aux voyageurs en 1912 et inaugurée par Étienne Clémentel. Elle resta en service jusqu'en 1972. Le tronçon Mozac - Châtelguyon (soit environ 3 km) fut même déposé dès 1973.
Construite de 1910 à 1912 par l'architecte Marius Toudoire, également à l'origine de la gare de Lyon, elle a été transformée en Centre culturel avec ses quatre salles et son théâtre de verdure. La Mouniaude, accueille toute l'année des conférences, expositions et activités associatives, le plus souvent culturelles, mais également des mariages.
Le casino-théâtre

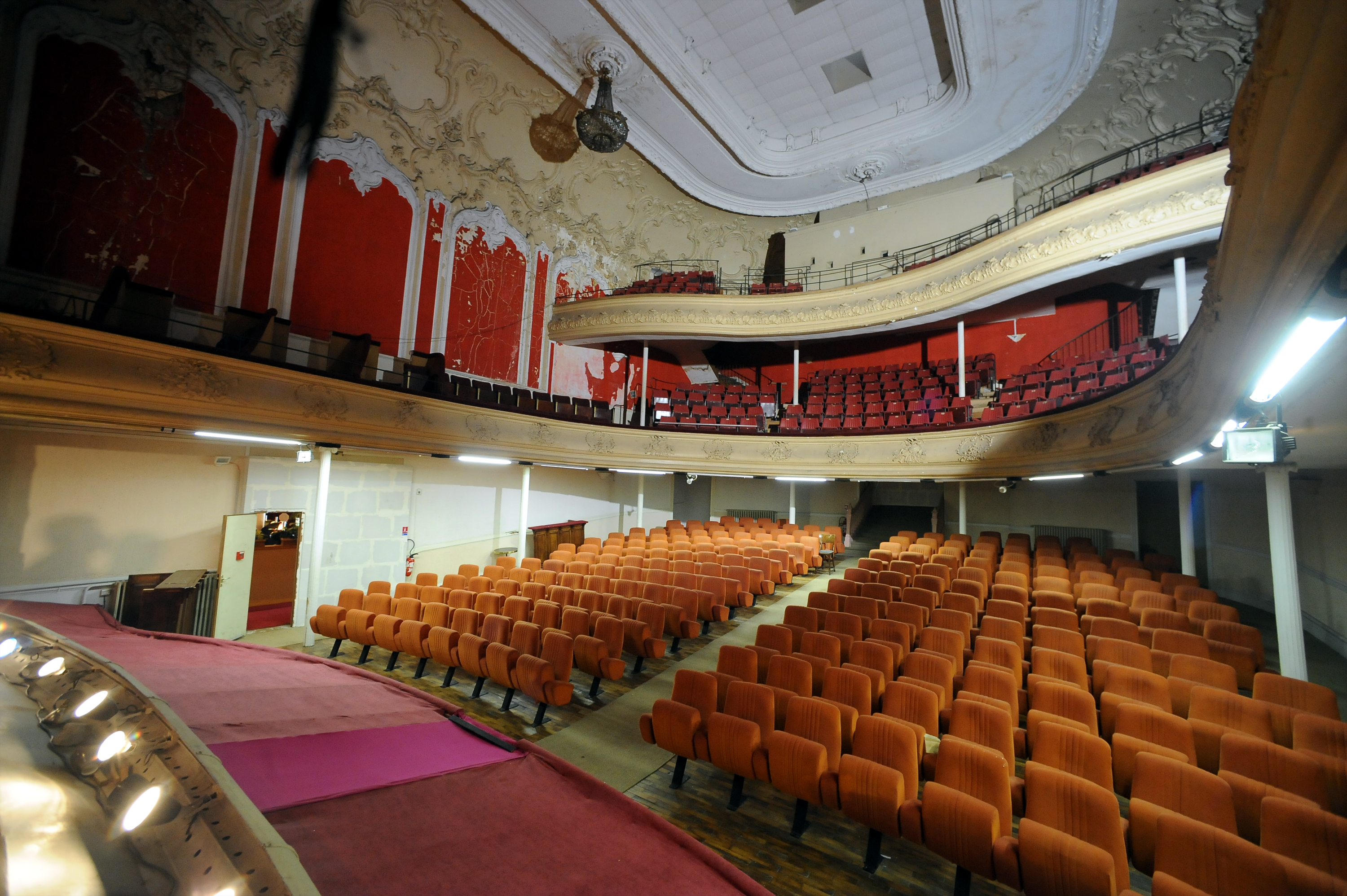
Le théâtre de Châtel-Guyon.

Le casino-théâtre de Châtel-Guyon a été créé au début du XXe siècle. Il se situe dans le parc thermal de la ville. Inscrit à l'Inventaire supplémentaire des Monuments historiques depuis 2003, le théâtre de Châtel-Guyon est un symbole de la Belle Époque.
Ce casino appartient désormais à la Société Française de Casinos qui l'a racheté en 1995.
L'église Sainte-Anne

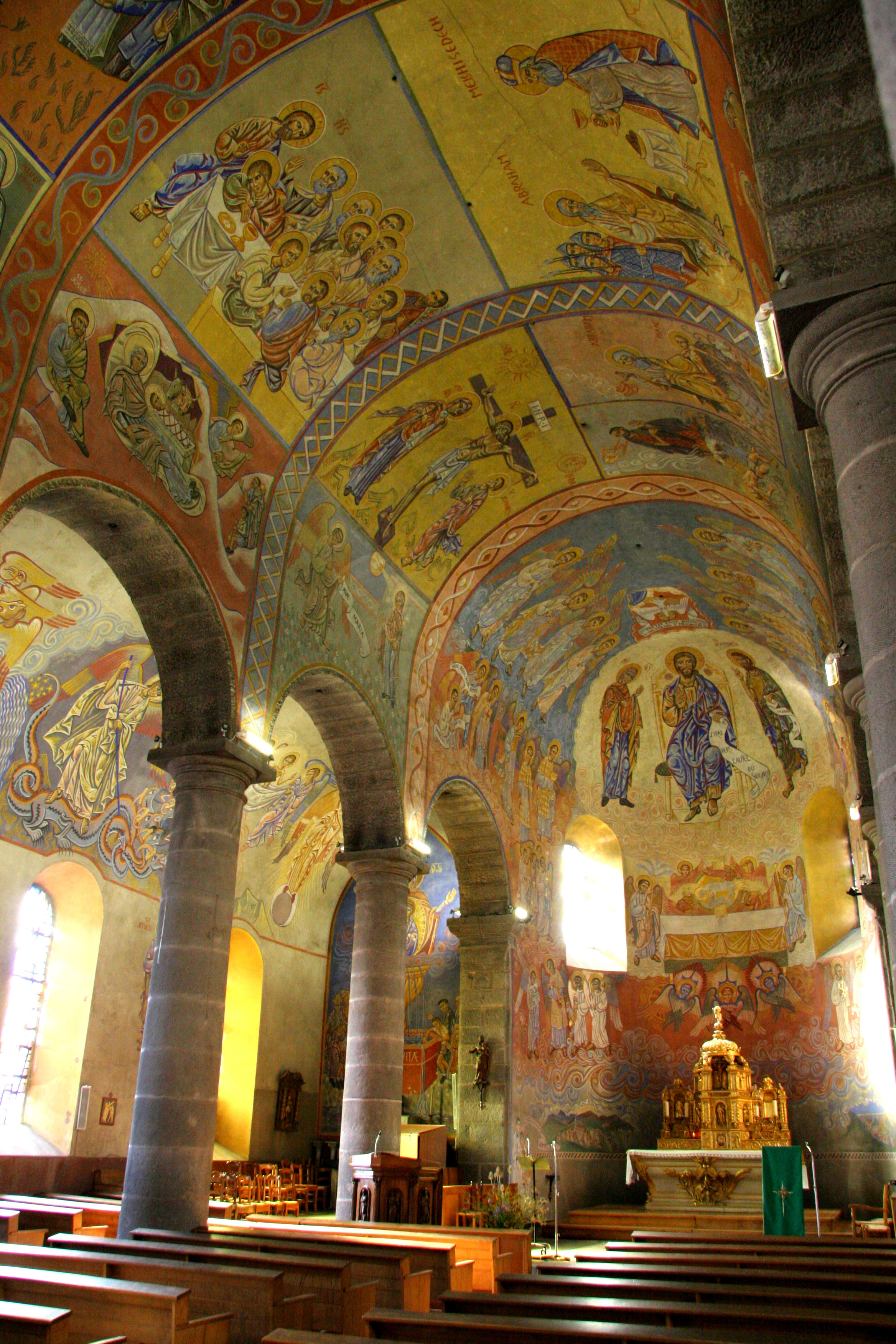
Fresques de Nicolas Greschny dans l'église Sainte-Anne.

L'église Sainte-Anne a été construite en 1845 sur une colline appelée « le Calvaire ». Elle a été rénovée en 1956.
Elle comprend 800 m2 de fresques réalisées en 1956 par Nicolas Greschny, qui retracent toute l'Apocalypse (dernier livre du Nouveau Testament). Dans le chœur est représentée la divine liturgie du Ciel et de la Terre. Les instruments liturgiques sont en léger relief et dorés à la feuille.
À la Libération, Greschny est seul, exilé. Sa patrie, l'Estonie, est devenue une république soviétique. Il s'installe dans le Tarn, crée un atelier d'iconographie et orne plusieurs églises de fresques. En 1956, le chanoine Puyau, curé de la paroisse, prend l'initiative, hardie à l'époque, de lui demander d'exercer ses talents à Châtel. Il va réaliser la prouesse artistique et technique de couvrir de fresques la totalité des voûtes de l'église sans maquette et sans projet écrit durant l'hiver 1956 (l'un des plus froids du siècle !).
Les vitraux de l'église ont été réalisés en cristal de Baccarat.
Le calvaire

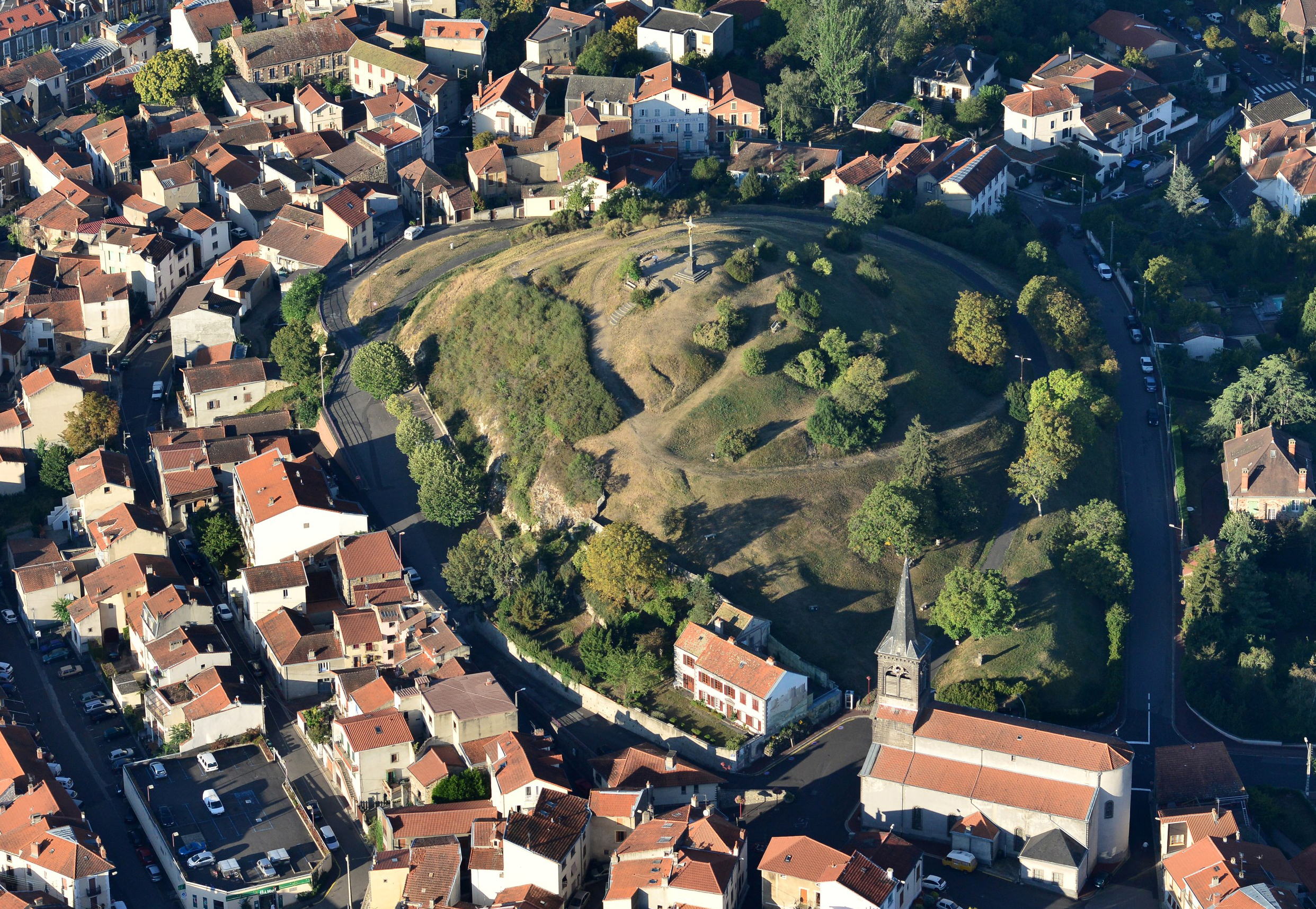
Calvaire vue aérienne.

Sur la colline appelée le Calvaire , il y a une croix des missions depuis 1884. Le 15 août, des fidèles défilent avec des flambeaux jusqu'à la croix.
Au sommet du Calvaire, il y a une table d'orientation, où on repère les éléments du paysage : la vallée des sources, le mont Chalusset, le puy de Dôme, etc.
La colline du Calvaire marque l'emplacement de l'ancien château fort du comte d'Auvergne, Guy II (mort en 1224), qui a donné son nom à la commune (Châtel-Guyon signifie par déformation  château de Guy II).
La vallée des Prades et le château de Chazeron
La vallée des Prades est un site touristique pour les passionnés de randonnée.
En 1940, Blum, Daladier, Paul Reynaud et Gamelin furent enfermés à Chazeron, car ils étaient jugés responsables de la défaite de juin 1940 par le régime de Vichy.
Aujourd'hui, les propriétaires de Chazeron ont installé dans ce château, le CRISTAL (Centre de recherches et d'informations scientifiques, techniques, artistiques et littéraires) qui expose et vend des œuvres et des meubles, organise des spectacles.
La vallée de Sans-Souci
La vallée de Sans-Souci est parcourue par le Sardon qui traverse Châtel-Guyon. Le ruisseau débute par la cascade de l'Écureuil.
Les bois qui recouvrent les deux versants de la vallée faisaient autrefois partie de la propriété de Chazeron.
Autres

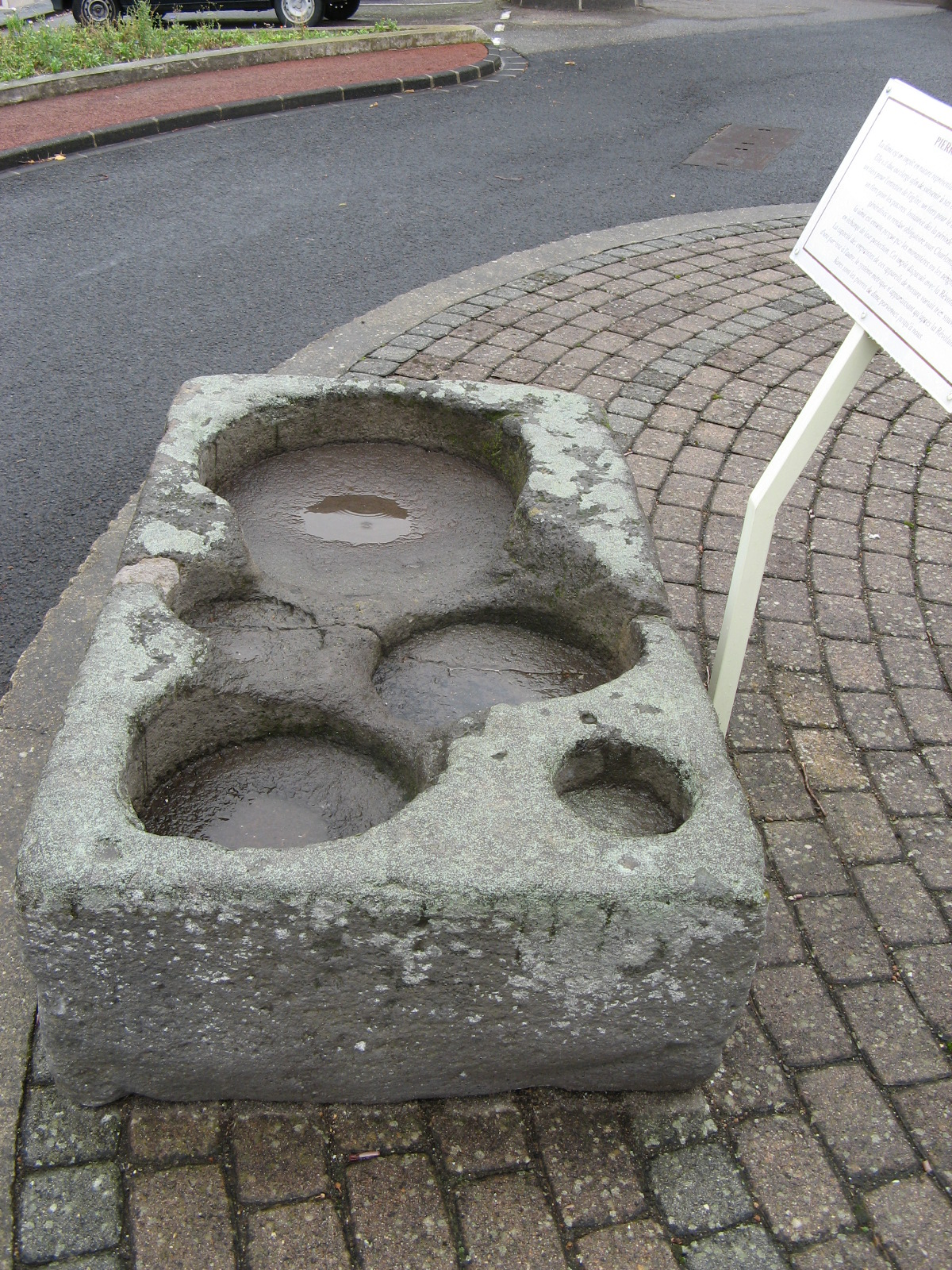
Pierre de dîme à la place de l'Orme.

- La pierre de dîme, place de l'Orme (une autre est visible sur la commune voisine de Prompsat)[56].

### Personnalités liées à la commune
- Charles Asselineau (1820-1874) : écrivain, mort à Châtel-Guyon ;
- Guy de Maupassant (1850-1893) : écrivain, a fait de nombreux séjours à Châtel-Guyon ;
- Pierre Balme (1882-1963) : historien et écrivain, chantre de l'Auvergne, fondateur de la revue L'Auvergne littéraire, a exercé dans les années 1930 les fonctions de directeur des thermes ;
- Joseph de La Porte du Theil (1884-1976) : général, fondateur et commissaire général des Chantiers de la Jeunesse dont il installe le siège à Châtel-Guyon de 1940 à 1944 ;
- Jean Cocteau (1889-1963) : l'écrivain passe une grande partie de ses vacances à Châtel-Guyon en 1903[réf. nécessaire] ;
- Alexandre Vialatte (1901-1971) : écrivain, venait faire sa cure tous les ans chez le docteur Roland Cailleux ;
- Roland Cailleux (1908-1980) : écrivain et gastro-entérologue de 1935 à 1977 à Châtel-Guyon ;
- Christian Dedet (1936-) : médecin à Châtel-Guyon et écrivain, a exercé comme gastro-entérologue pendant toute sa vie professionnelle ;
- Nicolas Hartmann (1985-) : cycliste qui a résidé plusieurs années (de 2007 à 2010) dans la commune.

### Héraldique
Les armes de Châtel-Guyon sont les mêmes que celles de la famille des comtes d'Auvergne et donc de la province, puisque le village a pris le nom du comte Guy II au XIIIe siècle en raison de la présence d'un de ses châteaux.